# Katamina
Katamina ist eine Ortschaft im westafrikanischen Staat Gambia.
Nach einer Berechnung für das Jahr 2013 leben dort etwa 595 Einwohner, das Ergebnis der letzten veröffentlichten Volkszählung von 1993 betrug 507.

## Geographie
Katamina in der Central River Region im Distrikt Niamina West liegt am linken Ufer des Gambia-Flusses. Der Ort ist rund 4,6 Kilometer östlich von der South Bank Road, wo bei Choya eine Straße nach Katamina abzweigt und über Pinai führt, entfernt.